# Brunnsgränd

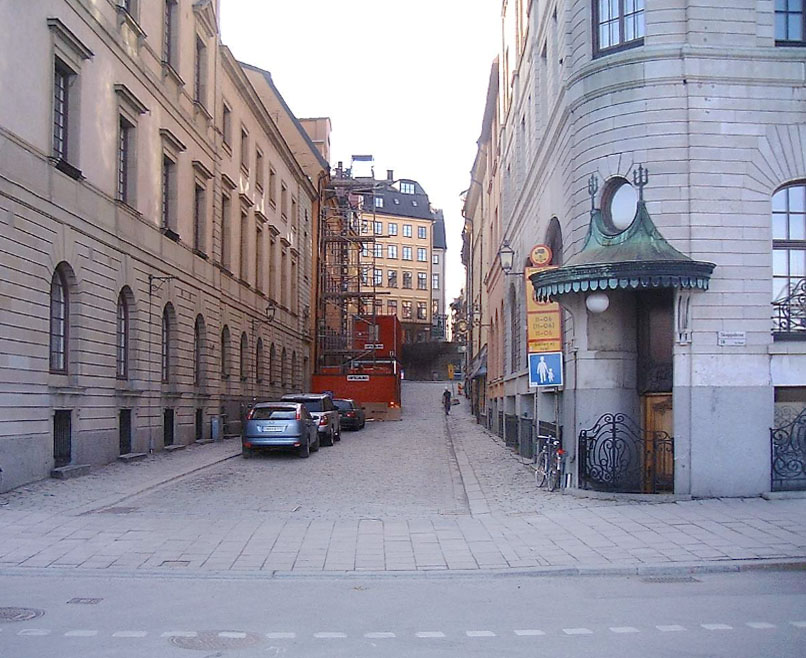
Brunnsgränd i mars 2007.

Brunnsgränd är en gränd i Gamla Stan i Stockholm som går mellan Skeppsbron och Österlånggatan.
Gränden kallades i ett dokument från 1526 brundzgrenden. Den har fått sitt namn efter torgbrunnen som på 1400-talets mitt låg vid dåvarande Fiskartorget. 1461 omnämns en smed Henrik som fick betalning för att han smidat en brunn på Fiskartorget. Brunnen hade sitt läge på Brunnsgrändens anslutning till Österlånggatan och fanns kvar till början av 1800-talet. Nuvarande brunn vid Österlånggatan (under Köpmantorget) har dock inget med den tidigare torgbrunnen att göra utan är en prydnadsfontän som anlades 1912 och är en del av skulpturen Sankt Göran och draken. 
Vid Brunnsgränd 2 låg från 1971 restaurangen Källaren Diana, numera restaurang "Le Rouge" , som fick sitt namn efter kvarteret Diana och längst ner vid Skeppsbron finns Kinnevik-kontoret Skeppsbron 18 respektive Brandstodsbolagets hus.